# Isaías Samakuva
Isaías Henrique Ngola Samakuva (1946, Kunji, provincia de Bié, Angola) es un político angoleño, presidente de la Unión Nacional para la Independencia Total de Angola (UNITA) entre 2003 y 2019. Se unió a este partido en 1974 y fue elegido presidente del mismo en 2003, tras la muerte del líder Jonás Savimbi y de su sucesor António Dembo, que fallecería diez días después. Los anteriores líderes de UNITA fallecieron por las heridas producidas en los enfrentamientos acaecidos en 2002 entre las tropas gubernamentales angoleñas y UNITA. Samakuva, por su parte, pasó bastante tiempo viviendo en Europa, entre 1989 y 1994 y entre 1998 y 2002, donde ostentaba el cargo de representante (embajador, en terminología del partido) de UNITA en Europa.
Samakuva fue el primer candidato de UNITA en la lista nacional en las elecciones parlamentarias de Angola de septiembre de 2008. Obtuvo un escaño en la Asamblea Nacional de Angola en estas elecciones, en las que UNITA tuvo un resultado electoral muy pobre, pues solamente obtuvo 16 de los 220 escaños del parlamento angoleño. A pesar de las objeciones del partido a los problemas acaecidos en el proceso electoral, Samakuba anunció el día 8 de septiembre de 2008 que UNITA aceptaba los resultados electorales. El Comité Permanente de UNITA posteriormente mantuvo una reunión para analizar los resultados de las votaciones y el propio liderazgo de Samakuva. El día 19 de septiembre de 2008 emitieron una declaración en la que se afirmaba que "confirmaban la confianza depositada en Samakuva" y culpaban de los pobres resultados del partido a los abusos del partido gobernante, el Movimiento Popular para la Liberración de Angola (MPLA).
En noviembre de 2019 Adalberto Costa Júnior fue elegido como nuevo líder del partido, sucediendo a Samakuva.